# Ricochet (album)
Pour les articles homonymes, voir Ricochet.
Albums de Tangerine Dream
Rubycon
(1975) Stratosfear
(1976)
Ricochet est le premier album en public du groupe allemand Tangerine Dream. Il est sorti en décembre 1975 sur le label Virgin Records et a été produit par le groupe.

## Historique
Cet album a été réalisé par le montage de plusieurs enregistrements pris au cours de concerts en Grande-Bretagne et en France. La photo de la pochette a été prise aux environs de Bordeaux, le long de l'océan Atlantique par Monika Froese.
Par rapport à ses prédécesseurs Phaedra et Rubycon, l'utilisation du séquenceur est poussée encore plus loin puisque dans la partie 2, notamment, plusieurs séquenceurs en parallèle jouent des séquences aux signatures rythmiques contradictoires.
La guitare et la batterie, très discrètes voire absentes sur les albums précédents, refont une apparition dans la musique de Tangerine Dream à l'occasion de cet album. Le ton est également plus « dansant » et rythmé qu'à l'habitude.
Certains s'accordent à dire que la deuxième partie de Ricochet peut être vue comme un lointain ancêtre de la trance, une sorte de « prototype » pour ses réels précurseurs à la fin des années 1980, que Tangerine Dream aurait d'ailleurs influencé.
Cet album se classa à la 40e place des charts britanniques et à la 20e place des charts français.

## Titres
Toute la musique est composée par Franke, Froese, Baumann.
| 1.    | Ricochet - Part one | 17:02 |
| 2.    | Ricochet - Part two | 21:13 |
| 38:15 |                     |       |

## Artistes
- Edgar Froese : claviers, synthétiseurs, piano, mellotron, guitare
- Christopher Franke : claviers, séquenceur, synthétiseurs, batterie
- Peter Baumann : claviers, orgue, synthétiseurs, mellotron, flûte

## Charts & certification
Charts
| Pays        | Durée du classement | Meilleur classement | Date             |
| ----------- | ------------------- | ------------------- | ---------------- |
| France      | 12 semaines         | 20e                 | 1976             |
| Royaume-Uni | 4 semaines          | 40e                 | 20 décembre 1975 |

Certifications
| Pays        | Certification | Ventes   | Date             |
| ----------- | ------------- | -------- | ---------------- |
| Royaume-Uni | Argent        | 60 000 + | 21 novembre 1977 |